# Kanton Varzy
Der Kanton Varzy war bis 2015 ein französischer Wahlkreis im Arrondissement Clamecy, im Département Nièvre und in der Region Burgund; sein Hauptort war Varzy, Vertreter im Generalrat des Départements war zuletzt von 2004 bis 2015 Lucien Larivé. 
Der Kanton war 261,63 km² groß und hatte 4.388 Einwohner (Stand 1999). Er lag im Mittel auf 232 Meter über dem Meeresspiegel, zwischen 166 m in Corvol-l’Orgueilleux und 383 m in Marcy. 

## Gemeinden
Der Kanton bestand aus zwölf Gemeinden:
| Gemeinde                | Einwohner Jahr | Fläche km² | Bevölkerungsdichte | Code INSEE | Postleitzahl |
| ----------------------- | -------------- | ---------- | ------------------ | ---------- | ------------ |
| La Chapelle-Saint-André | 336 (2013)     | –          | – Einw./km²        | 58058      | 58210        |
| Corvol-l’Orgueilleux    | 765 (2013)     | –          | – Einw./km²        | 58085      | 58460        |
| Courcelles              | 205 (2013)     | –          | – Einw./km²        | 58090      | 58210        |
| Cuncy-lès-Varzy         | 137 (2013)     | –          | – Einw./km²        | 58093      | 58210        |
| Entrains-sur-Nohain     | 910 (2013)     | –          | – Einw./km²        | 58109      | 58410        |
| Marcy                   | 168 (2013)     | –          | – Einw./km²        | 58156      | 58210        |
| Menou                   | 186 (2013)     | –          | – Einw./km²        | 58163      | 58210        |
| Oudan                   | 141 (2013)     | –          | – Einw./km²        | 58201      | 58210        |
| Parigny-la-Rose         | 40 (2013)      | –          | – Einw./km²        | 58206      | 58210        |
| Saint-Pierre-du-Mont    | 202 (2013)     | –          | – Einw./km²        | 58263      | 58210        |
| Varzy                   | 1.264 (2013)   | –          | – Einw./km²        | 58304      | 58210        |
| Villiers-le-Sec         | 52 (2013)      | –          | – Einw./km²        | 58310      | 58210        |

## Bevölkerungsentwicklung
| 1962  | 1968  | 1975  | 1982  | 1990  | 1999  | 2006  |
| ----- | ----- | ----- | ----- | ----- | ----- | ----- |
| 5.706 | 6.053 | 5.400 | 4.980 | 4.739 | 4.388 | 4.462 |